# Sammy Sosa

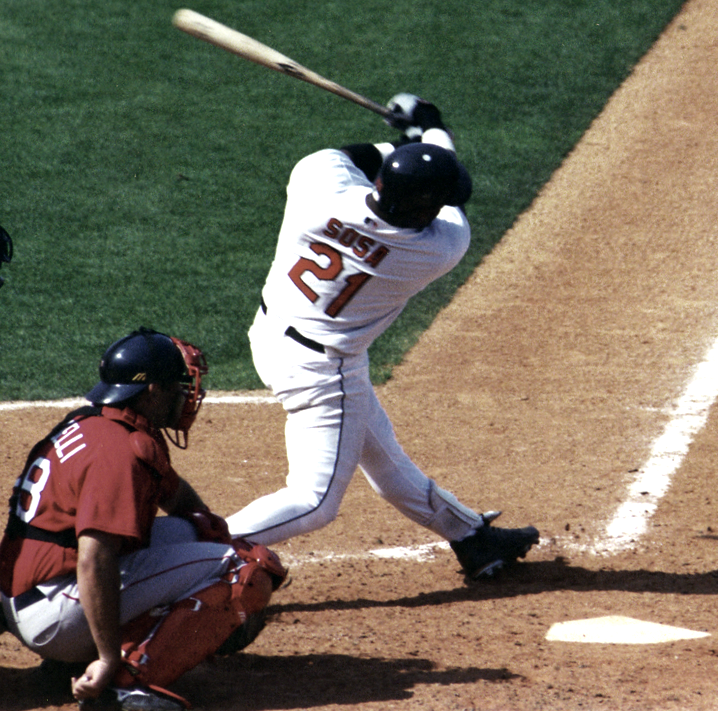
Sammy Sosa

Samuel Sosa Montero (San Pedro de Macorís, 12 november 1968) is een voormalige Dominicaans honkballer die speelde in de Major League Baseball.
Sosa speelde voor het eerst in de Major League in 1989, met de Texas Rangers. In 1990 en 1991 speelde hij bij de Chicago White Sox. Daarna ging hij bij de Chicago Cubs spelen. Daar bleef hij spelen, totdat de club met hem brak, nadat hij voortijdig een wedstrijd had verlaten en hier publiekelijk over loog. Hij had toen al geen goede naam meer, omdat hij in 2003 tijdens een wedstrijd was betrapt met een honkbalknuppel waarmee geknoeid was. In 2005 werd Sosa door de Chicago Cubs verhandeld aan de Baltimore Orioles, in ruil voor enkele van hun spelers. In 2007 keerde hij terug naar de Texas Rangers, zijn eerste team. Daar sloeg hij zijn 600e homerun.
Hij is de vijfde man in de geschiedenis die meer dan 600 homeruns op zijn naam heeft.
- CiNii: DA13069101
- International Standard Name Identifier: 0000 0000 8425 7348
- Library of Congress Control Number: n98087042
- Bibliotheek van het Japanse parlement: 00801960
- Nationale Bibliotheek van Israël: 987007347728105171
- Nederlandse Thesaurus van Auteursnamen: 260831719
- Virtual International Authority File: 9166434
- WorldCat: E39PBJfCy4GVcMMPjJdYrHbDbd